# El Nasr
El Nasr Automotive Manufacturing Company, o semplicemente Nasr, (in Arabo: النصر) è una casa automobilistica egiziana. La società ha sede a Helwan sin dalla sua fondazione nel 1960.
Dal 1979, in seguito ad un accordo di cooperazione con Fiat Auto S.p.A., Nasr ha iniziato il montaggio su licenza delle Fiat 128 e Fiat 125.
Nel 1991 un nuovo accordo permise a Nasr di fabbricare e assemblare modelli Fiat a partire da licenza accordate ad altre licenziatarie legate alla Fiat come Tofaş, filiale turca di Fiat Auto.
Dal 2000, Nasr produce anche la Zastava Florida su licenza del costruttore Serbo Zastava, licenziataria e consociata di Fiat Auto.
Ha terminato la produzione di autovetture nel 2009.

## Storia
La società Nasr fu creata sulle ceneri della Ramses Automobiles, società di Stato egiziana, la cui esistenza fu molto breve a causa delle scelte sbagliate sui modelli fabbricati, tutti dalla linea superata e dalle caratteristiche obsolete. Con la nascita della Nasr si impose l'obiettivo di fabbricare automobili confortevoli di gamma media per soddisfare la domanda della classe ricca della popolazione.
La direzione della nuova società decise di cercare un partner presso i costruttori stranieri e di fabbricare veicoli su licenza. Questa decisione fu anche motivata dal fatto che mancava in loco l'ingegneristica necessaria per la progettazione e l'industrializzazione di nuovi mezzi.
Dopo numerosi contatti ed uno studio di mercato, la scelta si portò sui modelli della gamma di Fiat Auto che aveva già in passato ceduto numerose licenze di fabbricazione ad altri costruttori; ad esempio per la Polski Fiat 125p alla Polski Fiat in Polonia o alla Zastava in Jugoslavia.
La cooperazione tecnica e finanziaria con Fiat Auto S.p.A. si rivelò molto fruttuosa per l'Egitto e Nasr visse una rapida crescita della produzione di automobili e pensò di estendere le sue attività in altri campi come i veicoli commerciali, i trattori e persino i mezzi pesanti.
Dopo avere assemblato in loco molti modelli Fiat come le Fiat 1100-103D e R, le Fiat 1300/1500, Nasr presentò la macchina che doveva diventare, in Egitto come in Europa, un vero best seller, la Fiat 128 GLS. Questo modello di successo verrà fabbricato, in un primo tempo, con pezzi provenienti dalla Fiat Italia poi dalla consociata Zastava dell'ex Jugoslavia. La 128 è tuttora in produzione, con poche variazioni rispetto alla terza serie italiana, la cui progettazione risale alla fine degli anni sessanta, e fu presentata al Salone dell'automobile di Ginevra del 1969 (la terza serie venne invece presentata nel 1976).
Nasr assemblò anche molti altri modelli Fiat come le Regata e 131, poi nel 1991, si rivolse a licenziatarie della Fiat come la Fiat-Tofaş, filiale turca, per continuare l'assemblaggio delle vecchie Tofas Dogan e Sahin, derivate della Fiat 131.
Con l'inizio del nuovo secolo, Nasr conclude un'estensione delle relazioni con Zastava che gli consente di assemblare la Nasr Florida.

## I modelli Nasr più recenti
- Nasr 128 GLS 1300: basata sulla Fiat 128, 3ª serie del 1976, attualmente Zastava 128
- Nasr Florida 1400: basata sulla Zastava-Yugo Florida, sempre fabbricata in Serbia.
- Nasr Sahin 1400 e 1600 SL: basata sulla Fiat 131 e sulla Fiat Tempra, oggi Tofaş Şahin in Turchia, sempre fabbricata.

## I modelli costruiti in passato
- Nasr 1100: Fiat 1100-103D e Fiat 1100R,
- Nasr 125: Fiat 125 poi Polski Fiat 125p
- Nasr Polonez 1500: FSO Polonez 1500
- Nasr Polonez MR'89: FSO Polonez MR'89
- Nasr Dogan: Tofaş 131 Doğan - Fiat 131 turca 1ª serie
- Nasr Kartal: Tofaş 131 Kartal - Fiat 131 familiare 1ª serie
- Nasr Regata: Fiat Regata.